# Independência, Brasilien
Independência är en ort i Brasilien.   Den ligger i kommunen Independência och delstaten Ceará, i den östra delen av landet, 1 400 km nordost om huvudstaden Brasília. Independência ligger 341 meter över havet och antalet invånare är 11 113.
Terrängen runt Independência är platt. Närmaste större samhälle är Várzea Alegre, 9,7 km nordväst om Independência. 
Omgivningarna runt Independência är huvudsakligen savann. Runt Independência är det glesbefolkat, med 9 invånare per kvadratkilometer.